# La elección de una madre
La elección de una madre (Notes from the Heart Healer en V. O.) es una película dramática estadounidense de 2012 dirigida y escrita por Douglas Barr. 
La producción, la tercera parte de la serie fílmica The Note después de The Note y Una oportunidad para el amor estrenadas en 2007 y 2009 respectivamente. El film está basado en la novela de Angela Hunt: The Note.

## Argumento
Violet Johnson (Laci Mailey), una madre adolescente sin recursos económicos ni trabajo tras caer enferma y tras ser renegada por su propia madre decide abandonar a su bebé ante la puerta de la casa de Peyton (Genie Francis), una escritora de libros de autoayuda a quien tras escuchar en un programa de radio cree que es la única persona que le puede ayudar.

## Reparto
- Laci Mailey es Violet Johnson.
- Genie Francis es Peyton McGruder.
- Ted McGinley es Kingston Danville.
- Marilyn Norry es Tilly.
- Rob Morton es Hugh.
- Brenda Crichlow es Dot.